# Partido Regenerador
Partido Regenerador var et portugisisk politisk parti, grundlagt i 1851 og opløst i 1910. Det var et af de mest magtfulde politiske kræfter i Kongeriget Portugal i anden halvdel af det 19. århundrede og begyndelsen af det 20. århundrede.